# Ministerie van Binnenlandse Zaken en Koninkrijksrelaties
Das niederländische Ministerie van Binnenlandse Zaken en Koninkrijksrelaties (Abkürzung: BZK) ist das Ministerium für Inneres und Königreichsbeziehungen. Mit letzterem sind die Beziehungen zu den niederländischen Inseln in der Karibik gemeint. Diesen Zusatz hat das Ministerium seit 1998. Bis dahin fielen die überseeischen Reichsteile (Aruba, Curaçao und Sint Maarten) unter die Verantwortung des Kabinet voor Nederlands-Antilliaanse en Arubaanse Zaken, während das Innenministerium noch Ministerie van Binnenlandse Zaken (BiZa) hieß.
Seit dem Antritt des Kabinetts Schoof am 2. Juli 2024 ist Judith Uitermark (NSC) Ministerin für Inneres und Königreichsbeziehungen. Staatssekretäre am Departement sind Zsolt Szabó (PVV) (bis 2025 im Amt), zuständig für Königreichsbeziehungen und Digitalisierung, sowie Eddie van Marum (BBB), zuständig für Groningen.

## Aufgaben
Das Ministerium für Inneres und Königreichsbeziehungen hat als wichtigste Aufgaben:
- Die Garantie für den demokratischen Rechtsstaat
- Die Verantwortung für eine gut funktionierende öffentliche Verwaltung
- Die Qualität des Personals und des Managements im Reichsdienst zu garantieren
- Die Verfassung zu hüten
- Die Koordination der Zusammenarbeit mit Aruba, Curaçao und St. Maarten
- Die Sorge um das verfassungsgemäße, staatsrechtliche System
- Die erfolgreiche Teilhabe und Integration neuer Einwohner
- Die Politik für Große Städte sowie Bevölkerungsabnahme
- Wohnungsmarkt (Eigentums- und Mietsektoren, auch Wohnungsgesellschaften)
- Mieten und Mietzulage
- Baupolitik
- Reichsbauten

## Geschichte
Das Ministerium wurde 1798 gegründet als Departement van inwendige politie en toezicht op de staat van dijken, wegen en wateren van de Bataafse Republiek. Nach dem Ende der französischen Fremdherrschaft in den Niederlanden 1813 war Johannes Goldberg (1763–1828) von 1814 bis 1818 als Kolonialminister (mit dem Titel Directeur-Generaal van Koophandel en Koloniën) die prägende Persönlichkeit beim Wiederaufbau der Kolonialverwaltung im Königreich der Vereinigten Niederlande.
Lange Zeit waren die Polizei und die allgemeine Sicherheit wichtige Aufgaben des Ministeriums. Im Jahr 2010 änderte das Kabinett Rutte I einiges. Diese Aufgaben gingen auf das neue ministerie van Veiligheid en Justitie (Sicherheit und Justiz) über. Gleichzeitig wurde das ministerie van VROM (Wohnungsbau, Raumordnung und Umwelt) aufgelöst. Das directoraat-generaal Wonen, Wijken en Integratie und der Rijksgebouwendienst aus VROM wurden dem BZK-Ministerium zugefügt. Asylfragen gingen jedoch an das Sicherheits- und Justiz-Ministerium. Im zweiten Rutte-Kabinett (2012–2017) hat man neben dem Innenminister einen Minister ohne Geschäftsbereich ernannt, der sich um Wohnen und Reichsdienst kümmert.